# Mimi Smithová
Mary Elizabeth „Mimi“ Smithová (nepřechýleně Smith, rozená Stanley, 24. března 1906 Liverpool – 6. prosince 1991 Poole) byla teta z matčiny strany a opatrovnice anglického hudebníka Johna Lennona. Mimi Stanley se narodila v anglickém Liverpoolu jako nejstarší z pěti dcer. Ve Woolton Convalescent Hospital získala praxi jako zdravotní sestra a později pracovala jako sekretářka. 15. září 1939 se vdala za George Smithe, který řídil rodinnou mléčnou farmu a obchod ve Wooltonu, na předměstí Liverpoolu.
Poté, co se její mladší sestra Julia Lennon rozešla se svým manželem, přistěhovala se se svým synem Johnem Lennonem a novým partnerem, ale Mimi kontaktovala liverpoolskou sociální správu a stěžovala si, že Juliin syn spí ve stejné posteli jako dva dospělí. Julia byla nakonec přinucena předat péči o svého syna Smithovým. Lennon žil se Smithovými po většinu svého dětství a se svou tetou si udržel velmi blízký vztah, ačkoliv k jeho hudebním ambicím, přítelkyním a manželkám byla velmi pohrdavá.
Ačkoliv postupně ztrácela kontakt s příbuznými, Lennon jí až do své smrti v roce 1980 každý týden telefonoval. V roce 1965 jí koupil bungalov v Pooleu v hrabství Dorset, kde žila až do své smrti v roce 1991.